# Copa Libertadores 2007
Die Copa Libertadores 2007, aufgrund des Sponsorings des Autoherstellers Toyota auch Copa Toyota Libertadores, war die 48. Auflage des wichtigsten südamerikanischen Fußballwettbewerbs für Vereinsmannschaften. Wie im Vorjahr nahmen 38 Mannschaften aus den 10 Mitgliedsverbänden der CONMEBOL und aus Mexiko teil. Das Turnier begann am 24. Januar mit der Qualifikationsrunde und endete am 20. Juni mit dem Finalrückspiel.

## Modus
Bei Punktgleichheit in der Gruppenphase war die Tordifferenz für das Weiterkommen maßgebend, dann die Anzahl der erzielten Tore, danach die der auswärts erzielten Treffer. Sind auch diese gleich, entschied in der Gruppenphase das Los, in den K.-o.-Runden ein Elfmeterschießen. Lediglich im Finale folgte gegebenenfalls bei unentschiedenem Spielstand nach Hin- und Rückspiel vor dem Elfmeterschießen noch eine Verlängerung.

## Qualifikation
|                       | Gesamt |                  | Hinspiel | Rückspiel |
| --------------------- | ------ | ---------------- | -------- | --------- |
| Club Blooming         | 1:5    | FC Santos        | 1:0      | 0:5       |
| CA Vélez Sarsfield    | 5:1    | Danubio FC       | 3:0      | 2:1       |
| Deportivo Táchira FC  | 1:4    | Deportes Tolima  | 1:2      | 0:2       |
| Tacuary Football Club | 1:4    | LDU Quito        | 1:1      | 0:3       |
| CD Cobreloa           | 1:3    | Paraná Clube     | 0:2      | 1:1       |
| Club América          | 6:2    | Sporting Cristal | 5:0      | 1:2       |

## Gruppenphase
Das angegebene Datum bezieht sich jeweils auf die Ortszeit. Viele Spiele finden in Südamerika abends statt, was den frühen Morgenstunden des Folgetages in Mitteleuropa entspricht.

### Gruppe 1
| Pl. | Verein         | Sp. | S | U | N | Tore    | Diff. | Punkte |
| --- | -------------- | --- | - | - | - | ------- | ----- | ------ |
| 1.  | Club Libertad  | 6   | 4 | 1 | 1 | 009:400 | +5    | 13     |
| 2.  | Club América   | 6   | 4 | 0 | 2 | 012:100 | +2    | 12     |
| 3.  | CA Banfield    | 6   | 3 | 0 | 3 | 008:800 | ±0    | 09     |
| 4.  | CD El Nacional | 6   | 0 | 1 | 5 | 004:110 | −7    | 01     |

| 20. Februar 2007 |     |                |                              |
| CD El Nacional   | 1:2 | Club América   | Estadio Olímpico Atahualpa   |
| Club Libertad    | 1:0 | CA Banfield    | Estadio Defensores del Chaco |
| 27. Februar 2007 |     |                |                              |
| CA Banfield      | 4:1 | CD El Nacional | Estadio Florencio Sola       |
| 1. März 2007     |     |                |                              |
| Club América     | 1:4 | Club Libertad  | Estadio Azteca               |
| 6. März 2007     |     |                |                              |
| CD El Nacional   | 1:1 | Club Libertad  | Estadio Olímpico Atahualpa   |
| 7. März 2007     |     |                |                              |
| Club América     | 4:0 | CA Banfield    | Estadio Azteca               |
| 21. März 2007    |     |                |                              |
| CA Banfield      | 3:1 | Club América   | Estadio Florencio Sola       |
| 22. März 2007    |     |                |                              |
| Club Libertad    | 1:0 | CD El Nacional | Estadio Defensores del Chaco |
| 3. April 2007    |     |                |                              |
| CD El Nacional   | 0:1 | CA Banfield    | Estadio Olímpico Atahualpa   |
| 11. April 2007   |     |                |                              |
| Club Libertad    | 1:2 | Club América   | Estadio Defensores del Chaco |
| 18. April 2007   |     |                |                              |
| CA Banfield      | 0:1 | Club Libertad  | Estadio Florencio Sola       |
| Club América     | 2:1 | CD El Nacional | Estadio Azteca               |

### Gruppe 2
| Pl. | Verein         | Sp. | S | U | N | Tore    | Diff. | Punkte |
| --- | -------------- | --- | - | - | - | ------- | ----- | ------ |
| 1.  | Club Necaxa    | 6   | 4 | 0 | 2 | 009:700 | +2    | 12     |
| 2.  | FC São Paulo   | 6   | 3 | 2 | 1 | 011:400 | +7    | 11     |
| 3.  | Audax Italiano | 6   | 3 | 2 | 1 | 008:600 | +2    | 11     |
| 4.  | Alianza Lima   | 6   | 0 | 0 | 6 | 002:130 | −11   | 0      |

| 14. Februar 2007 |     |                |                                        |
| Audax Italiano   | 0:0 | FC São Paulo   | Estadio San Carlos de Apoquindo        |
| 20. Februar 2007 |     |                |                                        |
| Alianza Lima     | 1:2 | Club Necaxa    | Estadio Alejandro Villanueva           |
| 28. Februar 2007 |     |                |                                        |
| FC São Paulo     | 4:0 | Alianza Lima   | Estádio do Morumbi                     |
| Club Necaxa      | 2:0 | Audax Italiano | Estadio Victoria                       |
| 13. März 2007    |     |                |                                        |
| Alianza Lima     | 1:3 | Audax Italiano | Estadio Alejandro Villanueva           |
| 21. März 2007    |     |                |                                        |
| Club Necaxa      | 2:1 | FC São Paulo   | Estadio Victoria                       |
| 27. März 2007    |     |                |                                        |
| Audax Italiano   | 1:0 | Alianza Lima   | Estadio Nacional de Chile              |
| 4. April 2007    |     |                |                                        |
| FC São Paulo     | 3:0 | Club Necaxa    | Estádio do Morumbi                     |
| 11. April 2007   |     |                |                                        |
| Audax Italiano   | 2:1 | Club Necaxa    | Estadio Monumental (Santiago de Chile) |
| 18. April 2007   |     |                |                                        |
| Alianza Lima     | 0:1 | FC São Paulo   | Estadio Alejandro Villanueva           |
| 25. April 2007   |     |                |                                        |
| FC São Paulo     | 2:2 | Audax Italiano | Estádio do Morumbi                     |
| Club Necaxa      | 2:0 | Alianza Lima   | Estadio Victoria                       |

### Gruppe 3
| Pl. | Verein              | Sp. | S | U | N | Tore    | Diff. | Punkte |
| --- | ------------------- | --- | - | - | - | ------- | ----- | ------ |
| 1.  | Grêmio Porto Alegre | 6   | 3 | 1 | 2 | 004:400 | ±0    | 10     |
| 2.  | Cúcuta Deportivo    | 6   | 2 | 3 | 1 | 009:700 | +2    | 09     |
| 3.  | Deportes Tolima     | 6   | 2 | 1 | 3 | 005:600 | −1    | 07     |
| 4.  | Club Cerro Porteño  | 6   | 2 | 1 | 3 | 004:500 | −1    | 07     |

| 13. Februar 2007    |     |                     |                                |
| Cúcuta Deportivo    | 0:0 | Deportes Tolima     | Estadio General Santander      |
| 15. Februar 2007    |     |                     |                                |
| Club Cerro Porteño  | 0:1 | Grêmio Porto Alegre | Estadio General Pablo Rojas    |
| 27. Februar 2007    |     |                     |                                |
| Grêmio Porto Alegre | 0:0 | Cúcuta Deportivo    | Estádio Olímpico Monumental    |
| 7. März 2007        |     |                     |                                |
| Deportes Tolima     | 1:0 | Club Cerro Porteño  | Estadio Manuel Murillo Toro    |
| 13. März 2007       |     |                     |                                |
| Cúcuta Deportivo    | 1:1 | Club Cerro Porteño  | Estadio General Santander      |
| 15. März 2007       |     |                     |                                |
| Deportes Tolima     | 1:0 | Grêmio Porto Alegre | Estadio Manuel Murillo Toro    |
| 20. März 2007       |     |                     |                                |
| Club Cerro Porteño  | 2:1 | Cúcuta Deportivo    | Estadio Antonio Oddone Sarubbi |
| 27. März 2007       |     |                     |                                |
| Grêmio Porto Alegre | 1:0 | Deportes Tolima     | Estádio Olímpico Monumental    |
| 10. April 2007      |     |                     |                                |
| Club Cerro Porteño  | 1:0 | Deportes Tolima     | Estadio Defensores del Chaco   |
| 11. April 2007      |     |                     |                                |
| Cúcuta Deportivo    | 3:1 | Grêmio Porto Alegre | Estadio General Santander      |
| 24. April 2007      |     |                     |                                |
| Grêmio Porto Alegre | 1:0 | Club Cerro Porteño  | Estádio Olímpico Monumental    |
| Deportes Tolima     | 3:4 | Cúcuta Deportivo    | Estadio Manuel Murillo Toro    |

### Gruppe 4
| Pl. | Verein              | Sp. | S | U | N | Tore    | Diff. | Punkte |
| --- | ------------------- | --- | - | - | - | ------- | ----- | ------ |
| 1.  | CA Vélez Sarsfield  | 6   | 3 | 2 | 1 | 006:300 | +3    | 11     |
| 2.  | Nacional Montevideo | 6   | 3 | 1 | 2 | 009:500 | +4    | 10     |
| 3.  | SC Internacional    | 6   | 3 | 1 | 2 | 007:700 | ±0    | 10     |
| 4.  | CS Emelec           | 6   | 1 | 0 | 5 | 003:100 | −7    | 03     |

| 13. Februar 2007    |     |                     |                        |
| CS Emelec           | 0:1 | CA Vélez Sarsfield  | Estadio George Capwell |
| 21. Februar 2007    |     |                     |                        |
| Nacional Montevideo | 3:1 | SC Internacional    | El Parque Central      |
| 28. Februar 2007    |     |                     |                        |
| CA Vélez Sarsfield  | 1:1 | Nacional Montevideo | El Fortín              |
| SC Internacional    | 3:0 | CS Emelec           | Estádio Beira-Rio      |
| 14. März 2007       |     |                     |                        |
| CA Vélez Sarsfield  | 3:0 | SC Internacional    | El Fortín              |
| 22. März 2007       |     |                     |                        |
| CS Emelec           | 1:0 | Nacional Montevideo | Estadio George Capwell |
| 28. März 2007       |     |                     |                        |
| SC Internacional    | 0:0 | CA Vélez Sarsfield  | Estádio Beira-Rio      |
| 3. April 2007       |     |                     |                        |
| Nacional Montevideo | 3:1 | CS Emelec           | El Parque Central      |
| 10. April 2007      |     |                     |                        |
| CS Emelec           | 1:2 | SC Internacional    | Estadio George Capwell |
| 12. April 2007      |     |                     |                        |
| Nacional Montevideo | 2:0 | CA Vélez Sarsfield  | El Parque Central      |
| 19. April 2007      |     |                     |                        |
| SC Internacional    | 1:0 | Nacional Montevideo | Estádio Beira-Rio      |
| CA Vélez Sarsfield  | 1:0 | CS Emelec           | El Fortín              |

### Gruppe 5
| Pl. | Verein                  | Sp. | S | U | N | Tore    | Diff. | Punkte |
| --- | ----------------------- | --- | - | - | - | ------- | ----- | ------ |
| 1.  | Flamengo Rio de Janeiro | 6   | 5 | 0 | 1 | 010:400 | +6    | 15     |
| 2.  | Paraná Clube            | 6   | 3 | 0 | 3 | 009:800 | +1    | 09     |
| 3.  | Club Real Potosí        | 6   | 1 | 3 | 2 | 008:900 | −1    | 06     |
| 4.  | UA Maracaibo            | 6   | 0 | 2 | 4 | 008:140 | −6    | 02     |

| 14. Februar 2007        |     |                         |                                 |
| Real Potosí             | 2:2 | Flamengo Rio de Janeiro | Estadio Victor Agustín Ugarte   |
| 15. Februar 2007        |     |                         |                                 |
| UA Maracaibo            | 2:4 | Paraná Clube            | Estadio José Encarnación Romero |
| 21. Februar 2007        |     |                         |                                 |
| Paraná Clube            | 2:0 | Real Potosí             | Vila Capanema                   |
| Flamengo Rio de Janeiro | 3:1 | UA Maracaibo            | Maracanã                        |
| 13. März 2007           |     |                         |                                 |
| UA Maracaibo            | 1:1 | Real Potosí             | Estadio José Encarnación Romero |
| 14. März 2007           |     |                         |                                 |
| Paraná Clube            | 0:1 | Flamengo Rio de Janeiro | Vila Capanema                   |
| 20. März 2007           |     |                         |                                 |
| Real Potosí             | 2:2 | UA Maracaibo            | Estadio Victor Agustín Ugarte   |
| 21. März 2007           |     |                         |                                 |
| Flamengo Rio de Janeiro | 1:0 | Paraná Clube            | Maracanã                        |
| 4. April 2007           |     |                         |                                 |
| UA Maracaibo            | 1:2 | Flamengo Rio de Janeiro | Estadio José Encarnación Romero |
| 10. April 2007          |     |                         |                                 |
| Real Potosí             | 3:1 | Paraná Clube            | Estadio Victor Agustín Ugarte   |
| 18. April 2007          |     |                         |                                 |
| Flamengo Rio de Janeiro | 1:0 | Real Potosí             | Maracanã                        |
| Paraná Clube            | 2:1 | UA Maracaibo            | Vila Capanema                   |

### Gruppe 6
| Pl. | Verein        | Sp. | S | U | N | Tore    | Diff. | Punkte |
| --- | ------------- | --- | - | - | - | ------- | ----- | ------ |
| 1.  | CSD Colo-Colo | 6   | 3 | 0 | 3 | 012:700 | +5    | 09     |
| 2.  | FC Caracas    | 6   | 3 | 0 | 3 | 007:100 | −3    | 09     |
| 3.  | LDU Quito     | 6   | 2 | 2 | 2 | 007:800 | −1    | 08     |
| 4.  | River Plate   | 6   | 2 | 2 | 2 | 005:600 | −1    | 08     |

| 22. Februar 2007 |     |                |                                        |
| FC Caracas       | 1:0 | Liga de Quito  | Estadio Brígido Iriarte                |
| CSD Colo-Colo    | 1:2 | CA River Plate | Estadio Monumental (Santiago de Chile) |
| 6. März 2007     |     |                |                                        |
| Liga de Quito    | 3:1 | CSD Colo-Colo  | Estadio La Casa Blanca                 |
| 8. März 2007     |     |                |                                        |
| CA River Plate   | 0:1 | FC Caracas     | El Monumental                          |
| 15. März 2007    |     |                |                                        |
| Liga de Quito    | 1:1 | CA River Plate | Estadio La Casa Blanca                 |
| 20. März 2007    |     |                |                                        |
| FC Caracas       | 0:4 | CSD Colo-Colo  | Estadio Brígido Iriarte                |
| 27. März 2007    |     |                |                                        |
| CSD Colo-Colo    | 2:1 | FC Caracas     | Estadio Monumental (Santiago de Chile) |
| 29. März 2007    |     |                |                                        |
| CA River Plate   | 0:0 | Liga de Quito  | El Monumental                          |
| 3. April 2007    |     |                |                                        |
| CSD Colo-Colo    | 4:0 | Liga de Quito  | Estadio Monumental (Santiago de Chile) |
| 5. April 2007    |     |                |                                        |
| FC Caracas       | 3:1 | CA River Plate | Estadio Brígido Iriarte                |
| 25. April 2007   |     |                |                                        |
| CA River Plate   | 1:0 | CSD Colo-Colo  | El Monumental                          |
| Liga de Quito    | 3:1 | FC Caracas     | Estadio La Casa Blanca                 |

### Gruppe 7
| Pl. | Verein           | Sp. | S | U | N | Tore    | Diff. | Punkte |
| --- | ---------------- | --- | - | - | - | ------- | ----- | ------ |
| 1.  | Deportivo Toluca | 6   | 4 | 0 | 2 | 010:600 | +4    | 12     |
| 2.  | Boca Juniors     | 6   | 3 | 1 | 2 | 011:500 | +6    | 10     |
| 3.  | CS Cienciano     | 6   | 3 | 0 | 3 | 012:900 | +3    | 09     |
| 4.  | Club Bolívar     | 6   | 1 | 1 | 4 | 005:180 | −13   | 04     |

| 14. Februar 2007 |     |                  |                              |
| Club Bolívar     | 0:0 | Boca Juniors     | Estadio Hernando Siles       |
| 21. Februar 2007 |     |                  |                              |
| CS Cienciano     | 1:2 | Deportivo Toluca | Estadio Garcilaso de la Vega |
| 27. Februar 2007 |     |                  |                              |
| Deportivo Toluca | 1:2 | Club Bolívar     | Estadio Nemesio Díez         |
| 1. März 2007     |     |                  |                              |
| Boca Juniors     | 1:0 | CS Cienciano     | El Nuevo Gasómetro           |
| 8. März 2007     |     |                  |                              |
| CS Cienciano     | 5:1 | Club Bolívar     | Estadio Garcilaso de la Vega |
| 14. März 2007    |     |                  |                              |
| Deportivo Toluca | 2:0 | Boca Juniors     | Estadio Nemesio Díez         |
| 22. März 2007    |     |                  |                              |
| Boca Juniors     | 3:0 | Deportivo Toluca | El Fortín                    |
| 28. März 2007    |     |                  |                              |
| Club Bolívar     | 2:3 | CS Cienciano     | Estadio Hernando Siles       |
| 4. April 2007    |     |                  |                              |
| CS Cienciano     | 3:0 | Boca Juniors     | Estadio Garcilaso de la Vega |
| 12. April 2007   |     |                  |                              |
| Club Bolívar     | 0:2 | Deportivo Toluca | Estadio Hernando Siles       |
| 26. April 2007   |     |                  |                              |
| Boca Juniors     | 7:0 | Club Bolívar     | El Fortín                    |
| Deportivo Toluca | 3:0 | CS Cienciano     | Estadio Nemesio Díez         |

### Gruppe 8
| Pl. | Verein                      | Sp. | S | U | N | Tore    | Diff. | Punkte |
| --- | --------------------------- | --- | - | - | - | ------- | ----- | ------ |
| 1.  | FC Santos                   | 6   | 6 | 0 | 0 | 013:200 | +11   | 18     |
| 2.  | Defensor Sporting           | 6   | 3 | 0 | 3 | 008:700 | +1    | 09     |
| 3.  | Gimnasia y Esgrima La Plata | 6   | 3 | 0 | 3 | 009:100 | −1    | 09     |
| 4.  | Deportivo Pasto             | 6   | 0 | 0 | 6 | 004:150 | −11   | 0      |

| 13. Februar 2007            |     |                             |                                |
| Defensor Sporting           | 3:0 | Gimnasia y Esgrima La Plata | Estadio Centenario             |
| 22. Februar 2007            |     |                             |                                |
| Deportivo Pasto             | 1:2 | FC Santos                   | Estadio Departamental Libertad |
| 1. März 2007                |     |                             |                                |
| FC Santos                   | 1:0 | Defensor Sporting           | Estádio Urbano Caldeira        |
| 6. März 2007                |     |                             |                                |
| Gimnasia y Esgrima La Plata | 3:2 | Deportivo Pasto             | Estadio Ciudad de La Plata     |
| 14. März 2007               |     |                             |                                |
| FC Santos                   | 3:0 | Gimnasia y Esgrima La Plata | Estádio Urbano Caldeira        |
| 15. März 2007               |     |                             |                                |
| Deportivo Pasto             | 1:2 | Defensor Sporting           | Estadio Departamental Libertad |
| 22. März 2007               |     |                             |                                |
| Gimnasia y Esgrima La Plata | 1:2 | FC Santos                   | Estadio Ciudad de La Plata     |
| 29. März 2007               |     |                             |                                |
| Defensor Sporting           | 3:0 | Deportivo Pasto             | Estadio Centenario             |
| 5. April 2007               |     |                             |                                |
| Defensor Sporting           | 0:2 | FC Santos                   | Estadio Centenario             |
| Deportivo Pasto             | 0:2 | Gimnasia y Esgrima La Plata | Estadio Departamental Libertad |
| 19. April 2007              |     |                             |                                |
| Gimnasia y Esgrima La Plata | 3:0 | Defensor Sporting           | Estadio Ciudad de La Plata     |
| FC Santos                   | 3:0 | Deportivo Pasto             | Estádio Urbano Caldeira        |

## Achtelfinale
Für das Achtelfinale qualifizierten sich der Erste und der Zweite jeder Gruppe.
Die Spiele wurden nicht ausgelost, sondern über eine Setzliste bestimmt. An die acht Gruppensieger wurden entsprechend ihrer Rangfolge die Startnummern 1 bis 8 vergeben, der beste Gruppensieger erhielt also die 1, der zweitbeste Gruppensieger die 2 usw. Die acht Gruppenzweiten erhielten die Startnummern 9 bis 16. Im Achtelfinale spielten dann 1 – 16, 2 – 15, 3 – 14 …, also der beste Gruppenerste gegen den schlechtesten Gruppenzweiten usw.
| 1                                        | FC Santos               | 18 | +11       |
| 2                                        | Flamengo Rio de Janeiro | 16 | +06       |
| 3                                        | Club Libertad           | 13 | +05       |
| 4                                        | Deportivo Toluca        | 12 | +04       |
| 5                                        | Club Necaxa             | 12 | +02       |
| 6                                        | CA Vélez Sarsfield      | 11 | +03       |
| 7                                        | Grêmio Porto Alegre     | 10 | ±0        |
| 8                                        | CSD Colo-Colo           | 09 | +05       |
| 9                                        | Club América            | 12 | +02       |
| 10                                       | FC São Paulo            | 11 | +07       |
| 11                                       | Boca Juniors            | 10 | +06       |
| 12                                       | Nacional Montevideo     | 10 | +04       |
| 13                                       | Cúcuta Deportivo        | 09 | +02       |
| 14                                       | Paraná Clube            | 09 | +01 (9:8) |
| 15                                       | Defensor Sporting       | 09 | +01 (8:7) |
| 16                                       | FC Caracas              | 09 | −03       |
| Farblegende: Gruppensieger Gruppenzweite |                         |    |           |

Es kam daher zu folgenden Partien. Die Hinspiele wurden am 2. Mai 2007 ausgetragen, die Rückspiele am 9. Mai 2007. Die jeweils erstgenannte Mannschaft hatte im Hinspiel Heimrecht, die jeweils andere im Rückspiel.
|                     | Gesamt |                         | Hinspiel | Rückspiel |
| ------------------- | ------ | ----------------------- | -------- | --------- |
| FC Caracas          | 4:5    | FC Santos               | 2:2      | 2:3       |
| Defensor Sporting   | 3:2    | Flamengo Rio de Janeiro | 3:0      | 0:2       |
| Paraná Clube        | 2:3    | Club Libertad           | 1:2      | 1:1       |
| Cúcuta Deportivo    | 5:3    | Deportivo Toluca        | 5:1      | 0:2       |
| Nacional Montevideo | 4:2    | Club Necaxa             | 3:2      | 1:0       |
| Boca Juniors        | 4:3    | CA Vélez Sarsfield      | 3:0      | 1:3       |
| FC São Paulo        | 1:2    | Grêmio Porto Alegre     | 1:0      | 0:2       |
| Club América        | 4:2    | CSD Colo-Colo           | 3:0      | 1:2       |

Mit den Partien im Achtelfinale wurde gleichzeitig auch der weitere Verlauf der K.-o.-Runden bis zum Finale festgelegt.

## Viertelfinale
Die Hinspiele des Viertelfinals wurden am 15., 16. und 17. Mai 2007, die Rückspiele am 23. Mai 2007 ausgetragen.
|                   | Gesamt          |                     | Hinspiel | Rückspiel |
| ----------------- | --------------- | ------------------- | -------- | --------- |
| Club América      | 1:2             | FC Santos           | 0:0      | 1:2       |
| Defensor Sporting | 2:2 (2:4 i. E.) | Grêmio Porto Alegre | 2:0      | 0:2       |
| Boca Juniors      | 3:1             | Club Libertad       | 1:1      | 2:0       |
| Cúcuta Deportivo  | 4:2             | Nacional Montevideo | 2:0      | 2:2       |

## Halbfinale
Die Hinspiele der Halbfinals wurden am 30. Mai 2007, die Rückspiele am 6. Juni ausgetragen. Nach dem ursprünglichen Modus (Sieger S1 – Sieger S4 und Sieger S2 – Sieger S3) hätten der Santos FC gegen Cúcuta und Grêmio gegen die Boca Juniors antreten müssen. Da die CONMEBOL vermeiden wollte, dass wie im Vorjahr zwei Mannschaften aus einem Land das Finale erreichen, wurde der Santos FC ins zweite statt ins erste Halbfinale gesetzt.
|                     | Gesamt    |              | Hinspiel | Rückspiel |
| ------------------- | --------- | ------------ | -------- | --------- |
| Cúcuta Deportivo    | 3:4       | Boca Juniors | 3:1      | 0:3       |
| Grêmio Porto Alegre | (a)3:3(a) | FC Santos    | 2:0      | 1:3       |

## Finale

### Hinspiel
| Boca Juniors                                                        | Boca Juniors | Grêmio Porto Alegre | Grêmio Porto Alegre |
| ------------------------------------------------------------------- | --- | --- | ------------------- |
| Boca Juniors                                                        | \| Mittwoch, 13. Juni 2007 in Buenos Aires, Argentinien (La Bombonera) \| \| Ergebnis: 3:0 (1:0) \| \| Zuschauer: 39.993 \| \| Schiedsrichter: Jorge Larrionda ( Uruguay) \|                                                                                | \| Mittwoch, 13. Juni 2007 in Buenos Aires, Argentinien (La Bombonera) \| \| Ergebnis: 3:0 (1:0) \| \| Zuschauer: 39.993 \| \| Schiedsrichter: Jorge Larrionda ( Uruguay) \| | Grêmio Porto Alegre |
| Boca Juniors                                                        | Mauricio Caranta – Claudio Morel, Hugo Ibarra, Daniel Díaz, Clemente Rodríguez, Pablo Ledesma, Juan Román Riquelme, Neri Cardozo (67. Jesús Dátolo), Éver Banega (81. Sebastián Battaglia), Martín Palermo, Rodrigo Palacio Cheftrainer: Miguel Ángel Russo | Sebastián Saja – William, Teco, Patrício, Diego Gavilán, Diego Souza, Tcheco (80. Douglas), Sandro Goiano, Lúcio, Carlos Eduardo, Tuta (72. Lucas) Cheftrainer: Mano Menezes | Grêmio Porto Alegre |
| Boca Juniors                                                        | 1:0 Rodrigo Palacio (18.) 2:0 Juan Román Riquelme (73.) 3:0 Patrício (89., Eigentor) | | Grêmio Porto Alegre |
| Boca Juniors                                                        | Hugo Ibarra (13.), Éver Banega (34.), Juan Román Riquelme (53.), Neri Cardozo (64.) | Patrício (15.), Sandro Goiano (53.) | Grêmio Porto Alegre |
| Boca Juniors                                                        | Sandro Goiano (58.) | | Grêmio Porto Alegre |
| Mittwoch, 13. Juni 2007 in Buenos Aires, Argentinien (La Bombonera) | | |                     |
| Ergebnis: 3:0 (1:0)                                                 | | |                     |
| Zuschauer: 39.993                                                   | | |                     |
| Schiedsrichter: Jorge Larrionda ( Uruguay)                          | | |                     |

### Rückspiel
| Grêmio Porto Alegre                                                              | Grêmio Porto Alegre | Boca Juniors | Boca Juniors |
| -------------------------------------------------------------------------------- | --- | --- | ------------ |
| Grêmio Porto Alegre                                                              | \| Mittwoch, 20. Juni 2007 in Porto Alegre, Brasilien (Estádio Olímpico Monumental) \| \| Ergebnis: 0:2 (0:2) \| \| Zuschauer: 60.000 \| \| Schiedsrichter: Óscar Ruiz ( Kolumbien) \|              | \| Mittwoch, 20. Juni 2007 in Porto Alegre, Brasilien (Estádio Olímpico Monumental) \| \| Ergebnis: 0:2 (0:2) \| \| Zuschauer: 60.000 \| \| Schiedsrichter: Óscar Ruiz ( Kolumbien) \|                                                                                            | Boca Juniors |
| Grêmio Porto Alegre                                                              | Sebastián Saja – William, Teco (35. Rolando Schiavi), Patrício, Diego Gavilán, Diego Souza, Tcheco (46. Márcio Amoroso), Lúcio, Carlos Eduardo, Tuta (70. Éverton), Lucas Cheftrainer: Mano Menezes | Mauricio Caranta – Claudio Morel, Hugo Ibarra, Daniel Díaz, Clemente Rodríguez, Pablo Ledesma, Juan Román Riquelme, Neri Cardozo (59. Sebastián Battaglia), Éver Banega (82. Sergio Órteman), Martín Palermo, Rodrigo Palacio (87. Mauro Boselli) Cheftrainer: Miguel Ángel Russo | Boca Juniors |
| Grêmio Porto Alegre                                                              | 0:1 Juan Román Riquelme (68.) 0:2 Juan Román Riquelme (80.) | | Boca Juniors |
| Grêmio Porto Alegre                                                              | Diego Souza (50.), Lucas (70.), Rolando Schiavi (84.), Lúcio (88.) | Pablo Ledesma (74.) | Boca Juniors |
| Mittwoch, 20. Juni 2007 in Porto Alegre, Brasilien (Estádio Olímpico Monumental) | | |              |
| Ergebnis: 0:2 (0:2)                                                              | | |              |
| Zuschauer: 60.000                                                                | | |              |
| Schiedsrichter: Óscar Ruiz ( Kolumbien)                                          | | |              |

## Beste Torschützen
| Rang | Spieler             | Klub                    | Tore |
| ---- | ------------------- | ----------------------- | ---- |
| 1    | Salvador Cabañas    | Club América            | 10   |
| 2    | Blas Pérez          | Cúcuta Deportivo        | 8    |
|      | Juan Román Riquelme | Boca Juniors            | 8    |
| 4    | Zé Roberto          | FC Santos               | 7    |
| 5    | Renato              | Flamengo Rio de Janeiro | 5    |
|      | Humberto Suazo      | CSD Colo-Colo           | 5    |